# Az idő rövid története
Az idő rövid története Stephen Hawking a térről és időről szóló, a modern fizika témáit boncolgató ismeretterjesztő könyve. Címe félrevezető vagy félreérthető, ugyanis nem az idő mint fizikai jelenség kozmológiai történetét és változásait tárgyalja, hanem valójában egy vázlatos tudománytörténeti összefoglaló, mely az emberiség – különös tekintettel a természettudományokra – időről alkotott fogalmának fejlődését ismerteti. Szándéka szerint stílusa, felépítése és nyelvezete a témában járatlan olvasóknak is érthetővé teszi a korábban csak szűk rétegek által ismert tudományos elméleteket. A könyv páratlan sikert ért el. Több mint negyven nyelvre fordították le és világszerte harmincmillió példány kelt el belőle. Megjelenésekor meglepően hosszú ideig maradt az eladási toplisták élén, bizonyítva ezzel, hogy egy tudományos könyv is érhet el tömegsikereket és válhat népszerű művé.

## A könyv születése
Hawking 1982-ben kezdte írni művét. A fő célja a modern fizika 25 éves tudományos eredményeinek és nézetének összefoglalója volt. Emellett a tudóst az is motiválta, hogy lánya esedékes egyetemi tanulmányainak legyen fedezete, bár a késlekedő kiadás miatt a könyv ezt a funkcióját már nem tölthette be. Az addigra számos előadást tartó tudós úgy gondolta, hogy ha már könyvet ír akkor úgy teszi, hogy azt minél többen megérthessék. Korábban nagy hatást tett rá Jacob Bronowski 1973-ban vetített 13 részes BBC dokumentumfilm sorozata „Az emberiség felemelkedése” (The Ascent of Man), ami érthető stílusban mutatta be tizenötezer év fejlődését.
Ekkorra azonban már betegsége miatt körülményessé vált a könyv írása. Kezdetben lediktálta a szöveget egy, a torz beszédét értő személynek, azonban 1985-ben egy életmentő beavatkozás miatt gégemetszést hajtottak végre rajta, ami miatt elveszítette maradék beszédkészségét. Így kérdésessé vált a kezdeti szakaszban lévő könyv befejezése. Végül egy speciális, lebénult emberek számára készült számítógép segítségével szavanként állította össze jegyzeteit egy kapcsoló kezelésével, amivel a kezdetekben percenként 15 szót tudott lejegyzetelni. Így, ha kis kihagyással is, de ismét haladt a munkában, sőt jobban mint a műtét előtt. A könyv megírását tovább lassította a közérthető nyelvezet fokozatos kialakítása.
Hawking már a kiadó kiválasztásánál körültekintő volt. A korábbi szakmai könyvei a Cambridge University Press kiadó gondozásában jelentek meg, azonban úgy gondolta, hogy ezen kiadványok csak kevés emberhez jutnak el. Ezért az irodalmi művek kiadásával foglalkozó Al Zuckermanhoz fordult. 1984-ben adta át az első fejezet vázlatát a kiadónak azzal a megjegyzéssel, hogy szeretné, ha a könyv minden reptéren kapható lenne, ezzel jelezve a kiterjedt terjesztés igényét. Zuckerman azt válaszolta, hogy ilyen témával erre esély sincsen és a Norton kiadót ajánlotta a kiadáshoz, akit érdekelt a születendő könyv. Végül Hawking a Bantam Kiadó mellett döntött, amelynek szerkesztője Peter Guzzardi volt és igazán érdekelte a könyv különleges témája. Olyannyira komolyan vette a könyv céljait, hogy számos alkalommal íratta újra a születendő mű egyes részeit, néha Hawking nagy bosszúságára, de végül elismerte, hogy a könyv a gondos laikus útmutatások alapján csak jobb lett. Az érthetőség kedvéért a könyv nélkülözi a bonyolult matematika nyelvét és csak egyetlen képletet tartalmaz: E = mc².
Az első kiadást majdnem újabb csúszások késleltették, ugyanis az első példányok gyártása közben derült ki, hogy a könyvben rengeteg szerkesztési hiba van, így a nyomást leállították és az addig elkészült példányokat megsemmisítették. Gyors ütemben átjavították a szöveget és végül megfeszített munka után a kitűzött határidőre 1988 áprilisában megjelent a könyv. Az első kiadás ajánlóját a népszerű csillagász Carl Sagan írta, de később szerzői jogi okokból a további kiadásoknál már Hawking írta.
A könyvet 1996-ban némileg átszerkesztették és bővítették. Végül 2005-ben komolyabb átszerkesztés után a jobban érthető új változat jelent meg „Az idő még rövidebb története” (A Briefer History of Time) címmel.

## Tartalma
A mű főleg Stephen Hawking nézetei és kutatásai szemszögéből foglalja össze a tér-idő modern fizikai felfogását. Kitér Einstein relativitáselméletére valamint az ősrobbanás teóriájának kifejtésére a fekete lyukak vizsgálatán keresztül. Továbbá a jövőbeli kutatási célokat vázolja fel a mindenség elmélete felállításához.

## A könyv fogadtatása
A könyv sikere mind a kiadót mind pedig a szerzőt meglepte. „Az idő rövid története” 53 héten át szerepelt a The New York Times és 205 héten át pedig a londoni The Sunday Times eladási toplistáján. Ez utóbbi esetben a 184. héten bekerült a Guinness rekordok könyvébe mint a sikerlistán leghosszabb ideig szereplő mű. A siker miatt több utánnyomásra is szükség volt, így 1993 áprilisáig az Egyesült Államokban 40 kemény fedeles és 19 papír kötésű, valamint Angliában 39 kemény fedeles kiadás jelent meg. Az The Independent egyik cikkében úgy fogalmazott, hogy Hawking műve a témája ellenére kultikus könyvvé válhat.

### Érdekesség
Jean-Michel Jarre „Chronologie” albumát Hawking „Az idő rövid története” könyve inspirálta.

## Magyarul
- Az idő rövid története. Az ősrobbanástól a fekete lyukakig; ford. Molnár István, Egri Győző, ill. Ron Miller; 5. felújított, átdolg. kiad.; Akkord, Bp., 2003 (Talentum tudományos könyvtár)